# Häxprocessen i Arras

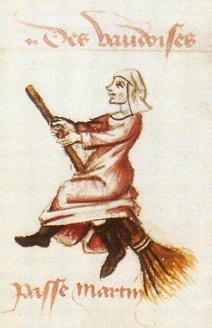
Balai sorcière admin

Häxprocessen i Arras ibland kallad Vauderie d'Arras var en häxprocess som ägde rum i Arras i Frankrike 1459-1460.  Det var den första stora häxprocessen i Frankrike (borträknat häxprocessen i Valais, som då inte tillhörde Frankrike), och en av de första utanför Italien under en tid när häxprocesser fortfarande var ovanliga. Den ledde till avrättningen av tolv personer.  
Processen ägde rum under den dåvarande biskopens frånvaro och utfördes av hans ställföreträdare, biskopen av Beirut och Jacques du Boys, ledare för traktens dominikaner. Båda var övertygade om att det existerade en häxkult med förgreningar på kyrkans högsta nivåer. 
Processen utgör utgör ett tidigt exempel på vad som senare skulle komma att bli typiskt: en ensam person, i detta fall en man, som först blivit anklagade för häxeri, torterades för att erkänna sin egen skuld och sedan för att utpeka medbrottslingar han hade sett på häxsabbaten, som i sin tur greps. Huvudanklagelsen var inte trolldom utan djävulsdyrkan, och de åtalade torterades att erkänna att de hade närvarat vi häxsabbater. Fem personer brändes levande 9 maj 1460. Processen förlamade stadens ekonomi eftersom köpmän i andra städer vägrade ge kredit till Arras-köpmännen i fruktan för att de också skulle gripas och avrättas och de därmed inte få tillbaka sina pengar. 
Den lokala inkvisitionen förhöll sig skeptisk till vittnesmålen. Processen stoppades av hertigen av Burgund, som oroade sig över dess dåliga effekt på ekonomin. Han sammankallade ett möte vid Louvains universitet att debattera häxsabbatens realitet, och då dessa inte kunde komma överens om huruvida den existerade, sände hertigen en representant till nästa rättegång. Detta stoppade processerna, särskilt som Jacques du Boys vid samma tidpunkt blev galen och dog. 
De kvarvarande fängslade överklagade till Parisparlamentet, som flyttade fångarna från Arras till Paris. 1491 förklarade Parisparlamentet samtliga dömda i processen för oskyldiga, bötfällde de kvarlevande åklagarna att betala mässor åt de åtalade och resten ett kors till minnesmärke över de döda.  